# حبق أبيض رمادي
حبق أبيض رمادي (الاسم العلمي:Ocimum canescens) هو نوع من النباتات يتبع جنس الحبق من الفصيلة الشفوية.